# Иоганн Георг II (курфюрст Саксонии)
Иоганн Георг II (нем. Johann Georg II.; 31 мая 1613 — 22 августа 1680) — курфюрст саксонский из династии Веттинов. Сын Иоганна Георга I и его второй супруги Магдалены Сибиллы Прусской.

## Биография
Роскошь саксонского двора составляла при нём резкий контраст с бедственным положением разорённой страны. Иоганн был любитель искусств, особенно музыки; он построил первый постоянный театр в Германии и украсил Дрезден многими зданиями. Во внешней политике Иоганн поддавался сначала влиянию Людовика XIV, с которым поддерживал прямые отношения и заключил союз в Регенсбурге.
Старания антифранцузской партии при саксонском дворе произвели, однако, некоторые колебания в саксонской политике. Иоганн начал переговоры с императором, а в 1673 году выставил даже 3000 саксонцев против Тюренна, но вскоре отозвал их обратно. Позже он обещал французскому королю мешать избранию эрцгерцога австрийского в римские короли, а хлопотать об избрании самого Людовика, дофина или кого-либо угодного французскому королю, но в то же время вёл переговоры с Баварией и императором о союзе против Франции.

## Семья
В 1638 году Иоганн Георг женился Магдалене Сибилле Бранденбург-Байрейтской. У них было трое детей:
- Сибилла Мария (1642—1643)
- Эрдмута София (1644—1670), замужем за Кристианом Эрнстом Бранденбург-Байрейтским
- Иоганн Георг III (1647—1691)